# Васьковское сельское поселение (Архангельская область)
Васьковское сельское поселение или муниципальное образование «Васьковское» — упразднённое муниципальное образование со статусом сельского поселения в составе Приморского муниципального района Архангельской области России.
Соответствует административно-территориальной единице в Приморском районе — частично Лисестровскому сельсовету в составе его 3 населённых пунктов.
Административный центр — посёлок Васьково.

## География
Васьковское поселение находилось в центре Приморского района Архангельской области, к югу от Архангельска.

## История
Муниципальное образование было образовано в 2006 году.
В 2015 году сельское поселение было упразднено и влито в состав Лисестровского сельского поселения согласно Закону Архангельской области от 28 мая 2015 года № 289-17-ОЗ.

## Население
| 2007 | 2010  | 2011  | 2012  | 2013  | 2014  | 2015  |
| ---- | ----- | ----- | ----- | ----- | ----- | ----- |
| 797  | ↗1062 | ↘1057 | ↗1129 | ↘1074 | ↗1126 | ↘1124 |

## Состав
В состав Васьковского сельского поселения входили:
- деревня Верхние Валдушки
- посёлок Васьково
- аэропорт Васьково

### Карты
- [mapq37.narod.ru/map1/iq37128129130.html Топографическая карта Q-37-128,129,130. Архангельск — 1 : 100 000]